# Monninkylä
Monninkylä (en sueco Monby) es una localidad finlandesa situada en el municipio de Askola, con una población de cerca de un mil de habitantes. Es el segundo núcleo urbano principal del municipio, junto al pueblo de la iglesia, que sirve de centro administrativo.

## Carreteras
El pueblo está ubicado en la carretera nacional finlandesa 55. El pueblo está ubicado justo al lado de la frontera de Porvoo, pero la distancia al centro de la ciudad es de unos 17 kilómetros.